# Wyochernes
Genre
Synonymes
- Gobichernes Krumpál & Kiefer, 1982

Wyochernes est un genre de pseudoscorpions de la famille des Chernetidae.

## Distribution
Les espèces de ce genre se rencontrent en Amérique du Nord et en Asie.

## Liste des espèces
Selon Pseudoscorpions of the World (version 3.0) :
- Wyochernes asiaticus (Redikorzev, 1922)
- Wyochernes changaiensis (Krumpál & Kiefer, 1982)
- Wyochernes hutsoni Hoff, 1949

## Publication originale
- Hoff, 1949 : Wyochernes hutsoni, a new genus and species of chernetid pseudoscorpion. Transactions of the American Microscopical Society, vol. 68, p. 40-48.